# Broederlijke Maatschappij der Wevers
De Broederlijke Maatschappij der Wevers (BMW), kortweg de Broederlijke Wevers, was de eerste vakbond in België.

## Geschiedenis
De Broederlijke Maatschappij der Wevers werd opgericht op 4 maart 1857 te Gent. De industriëlen stonden hier aanvankelijk niet weigerachtig tegenover, daar zij hoopten dat gematigde vakbonden naar Engels model een positieve rol konden spelen in een arbeidersmobilisatie tegen de vrije invoer van textiel uit Engeland. Reeds van het allerbegin pleitte deze arbeidersvereniging voor loonsverhoging en zondagsrust. In 1860 trad ze toe tot het Werkersverbond. Aanvankelijk was deze vakbond vrij gematigd en stond ze open voor alle levensbeschouwingen en politieke overtuigingen. In 1865 kwam het echter tot een breuk binnen de beweging en scheurde de socialistisch geïnspireerde Weversmaatschappij Vooruit zich af. Vanaf 1870 vonden er verzoeningspogingen plaats, die op 17 januari 1876 leidden tot een hereniging. De socialisten kregen een aantal sleutelposities in het bestuur toegewezen, waarop anti-socialisten de beweging verlieten en zich groepeerden in een aparte vereniging.
In Ons Huis bevindt zich een banier met opschrift Hou ende Trou - Broederlyke Maetschappy der Wevers van Gent - 1858, het is samen met een vlag van de Maatschappij der Noodlijdende Broeders Spinders de oudste vakbondsvlag van België.